# Bisdom Versailles
Het bisdom Versailles (Latijn: Dioecesis Versaliensis, Frans: Diocèse de Versailles) is een in Frankrijk gelegen rooms-katholiek bisdom met zetel in Versailles. Het bisdom behoort tot de kerkprovincie Parijs, en is samen met de bisdommen Évry-Corbeil-Essonnes, Créteil, Meaux, Nanterre, Pontoise en Saint-Denis suffragaan aan het aartsbisdom Parijs.
Het bisdom heeft een oppervlakte van 2.271 km². In 2020 telde het ongeveer 926.000 katholieken of 64,4% van de totale bevolking.

## Geschiedenis

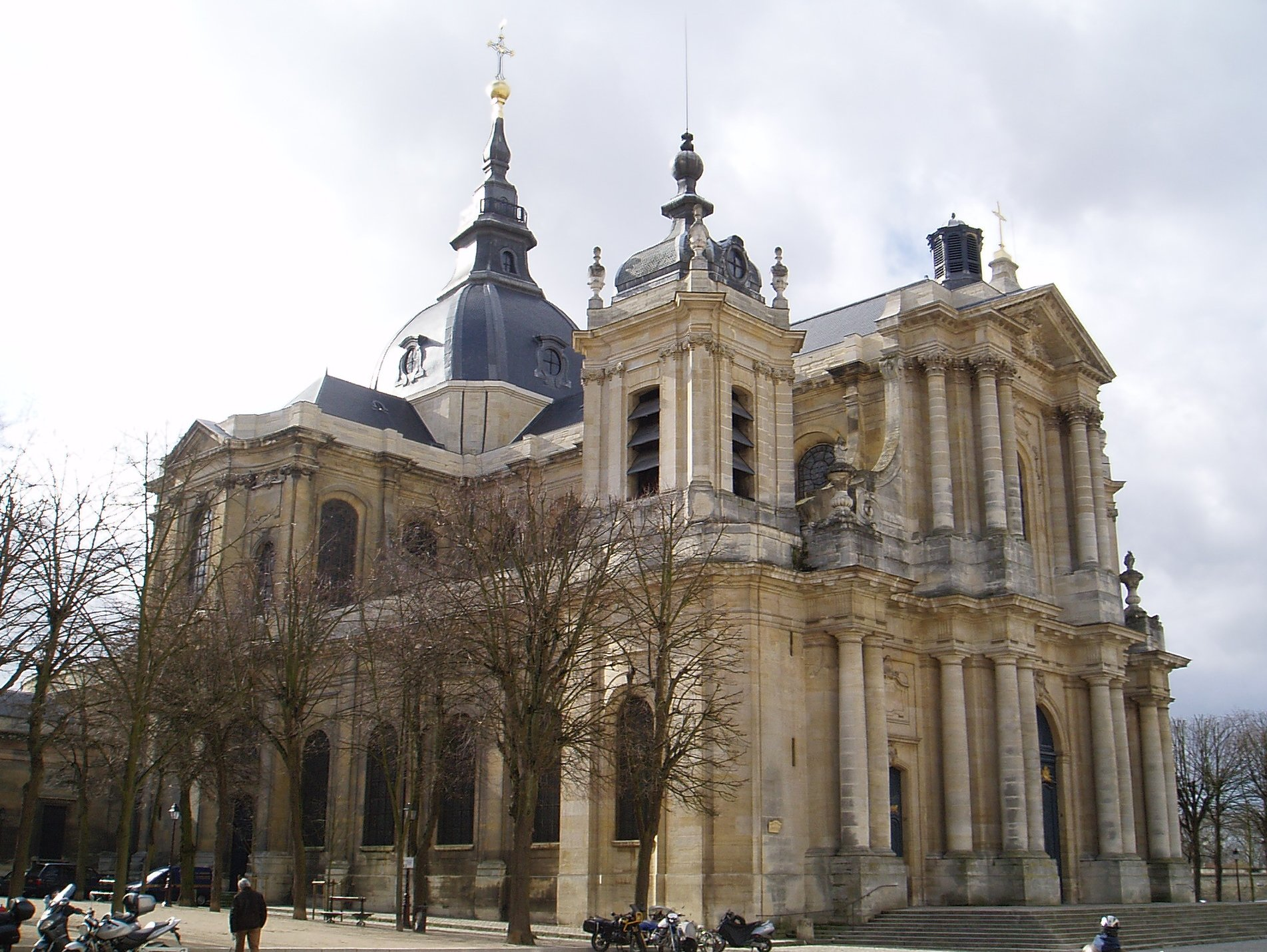
Kathedraal van Versailles

Het bisdom werd opgericht in 1801. Daarvoor behoorde het grootste deel van het gebied toe aan het aartsbisdom Parijs en het bisdom Chartres. Gelet op het teruglopend aantal priesters werd het aantal parochies teruggebracht van 286 in 2017 naar 66 in 2020.

## Bisschoppen
- 1802–1827 Louis Charrier de La Roche
- 1827–1832 Jean-François-Etienne Borderies
- 1832–1844 Louis Blanquart de Bailleul (vervolgens aartsbisschop van Rouen)
- 1844–1857 Jean-Nicaise Gros
- 1858–1877 Jean-Pierre Mabile
- 1877–1904 Pierre-Antoine-Paul Goux
- 1906–1931 Charles Gibier
- 1931–1952 Benjamin-Octave Roland-Gosselin
- 1953–1967 Alexandre-Charles Renard, (vervolgens aartsbisschop van Lyon (-Vienne) en kardinaal)
- 1967–1988 Louis Simonneaux
- 1988–2001 Jean-Charles Thomas
- 2001–2020 Éric Aumonier
- 2021-heden Luc Crepy

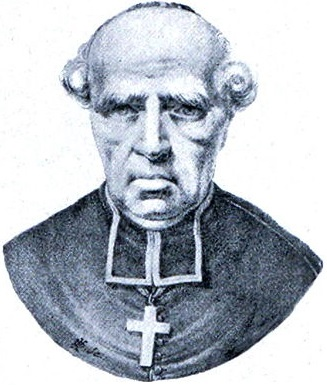
Louis Charrier de La Roche
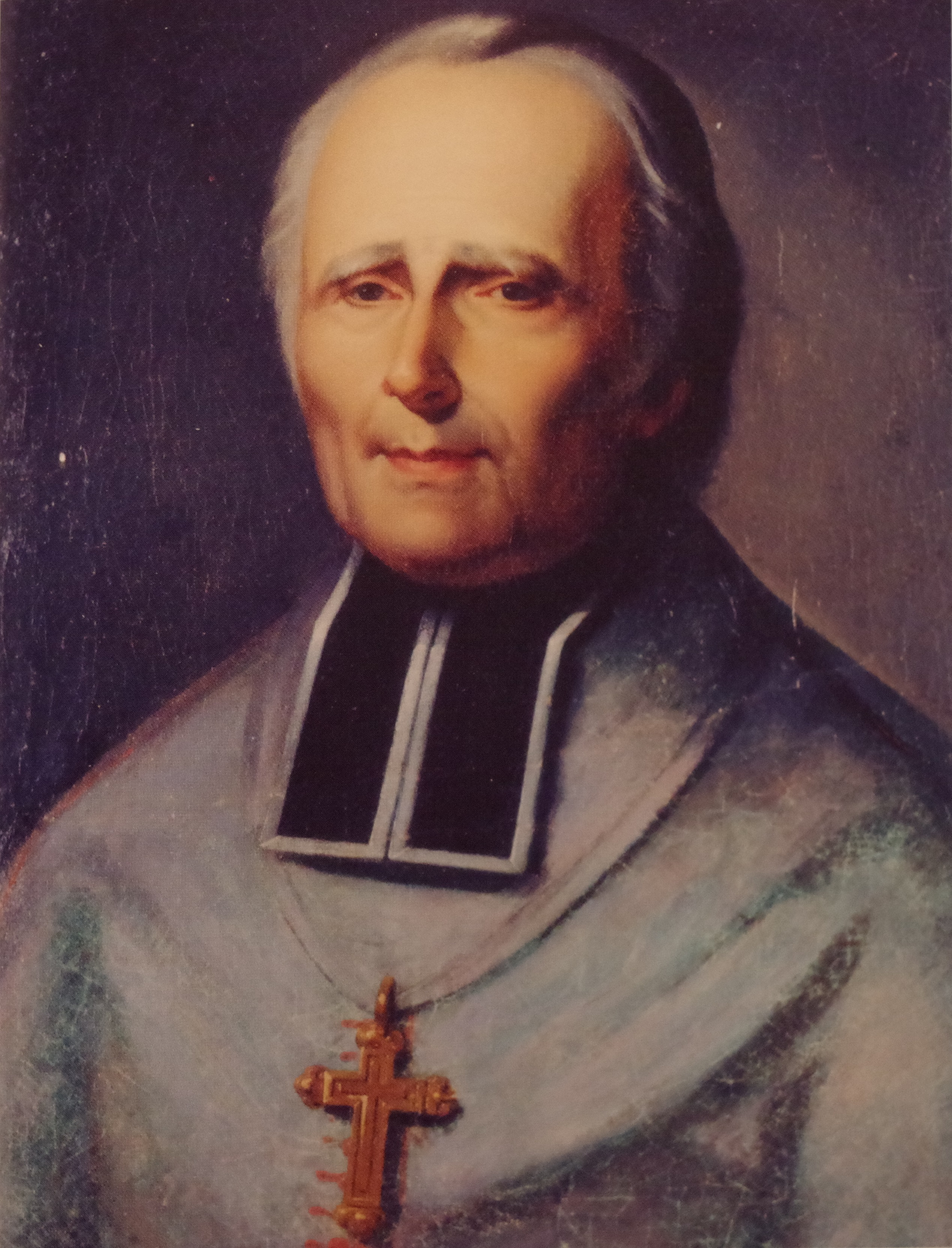
Jean-François-Etienne Borderies
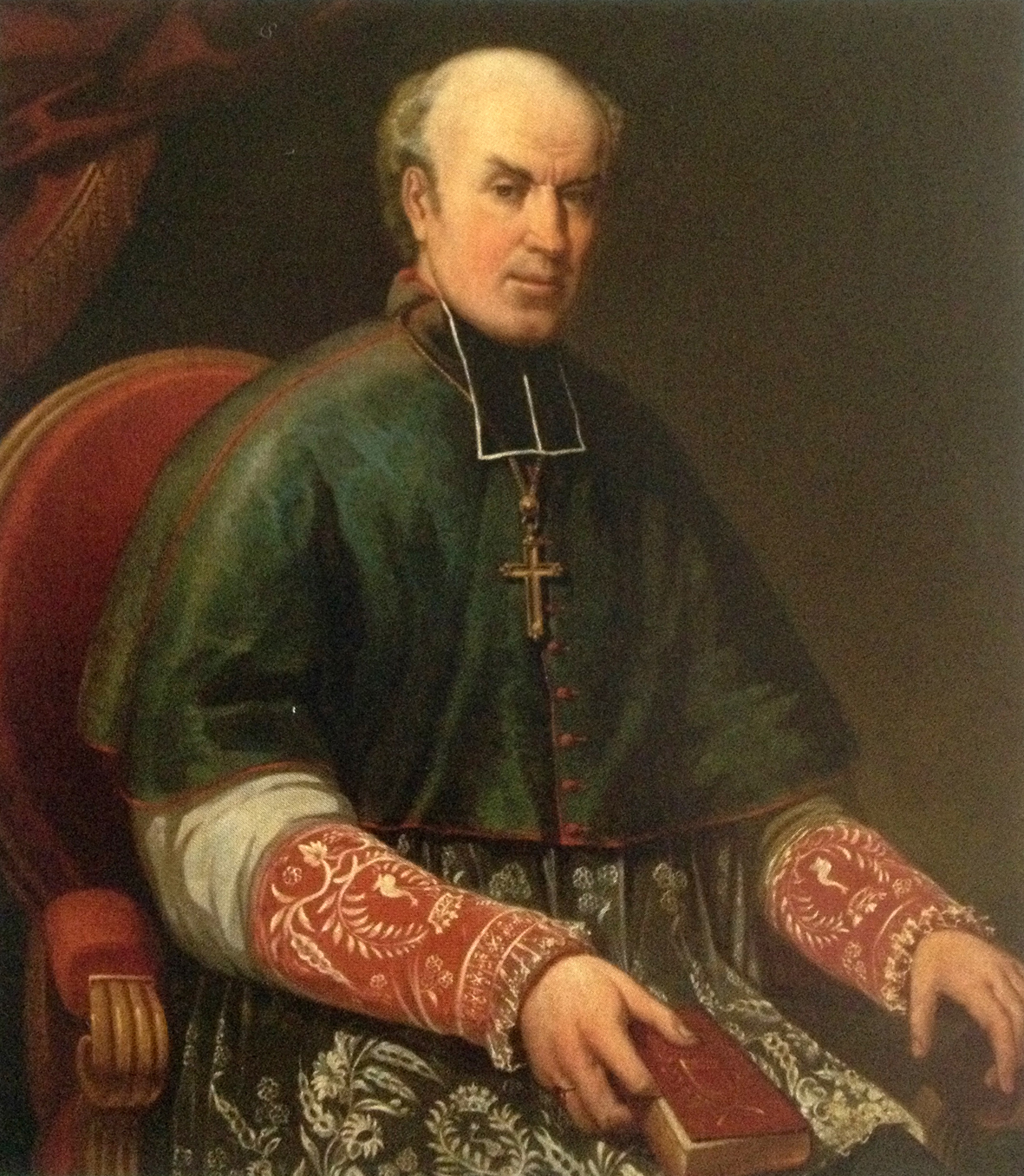
Louis Blanquart de Bailleul
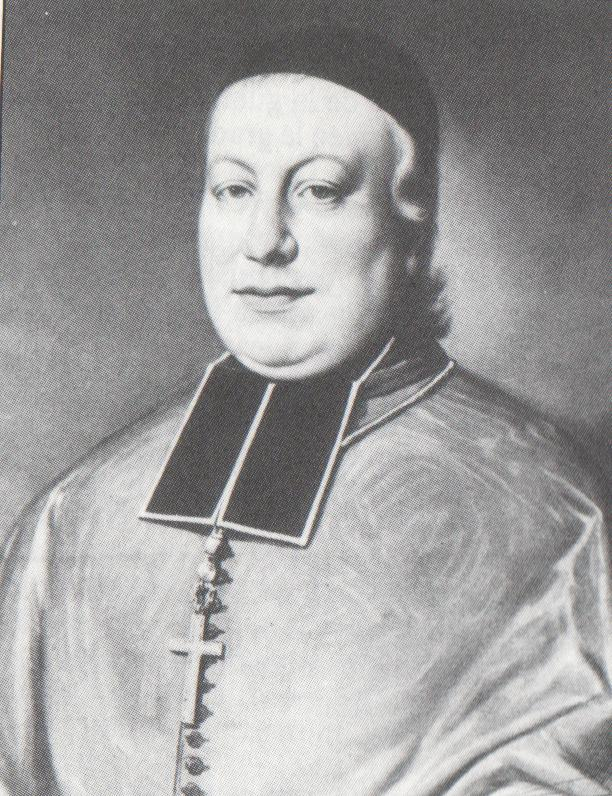
Jean-Nicaise Gros
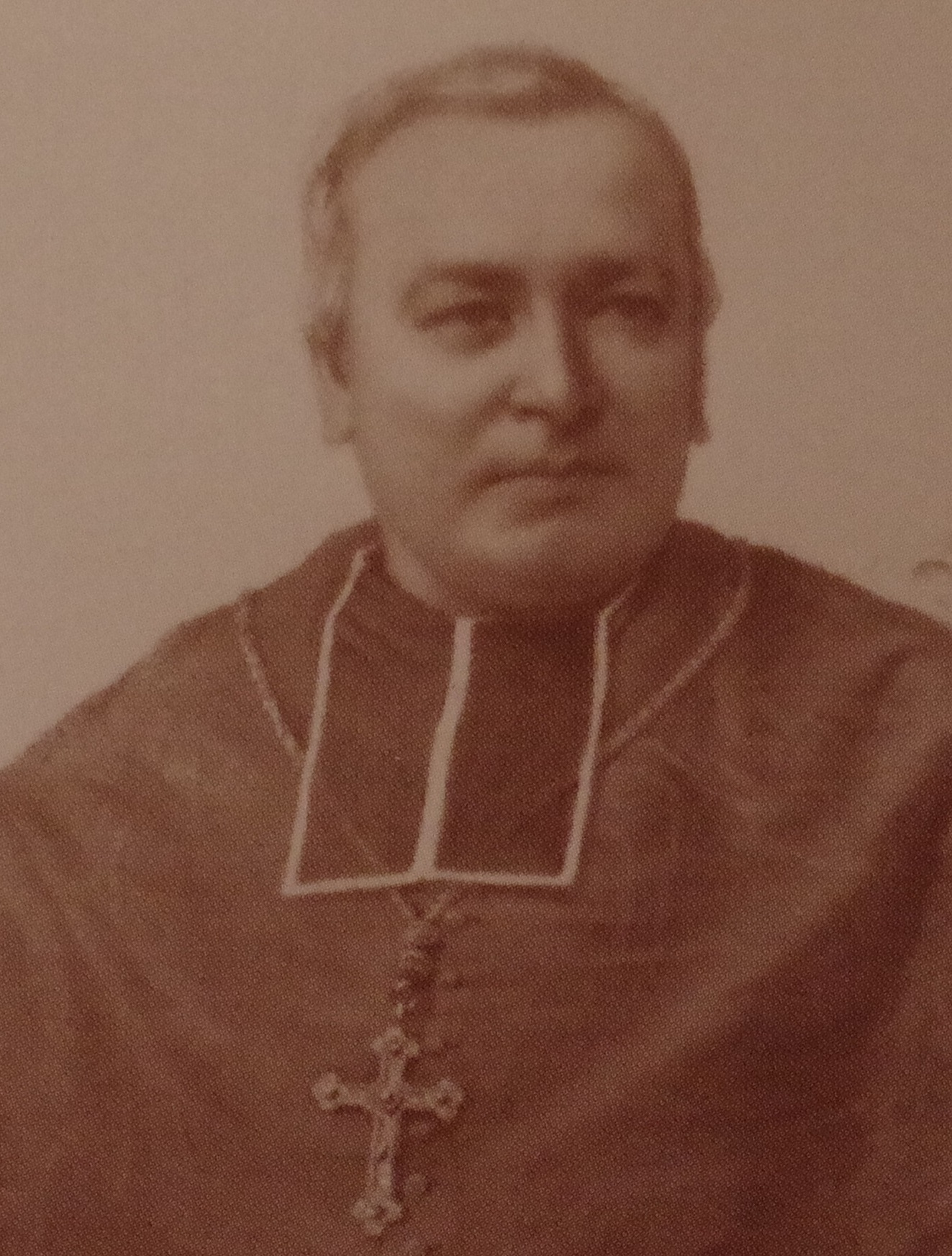
Pierre-Antoine-Paul Goux
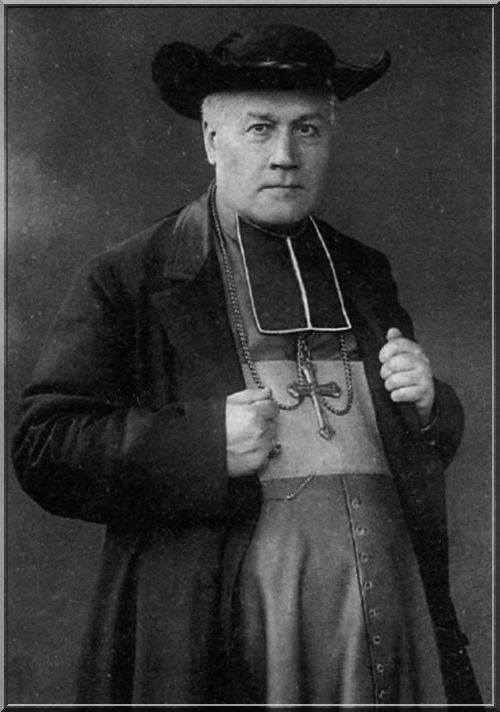
Charles Gibier
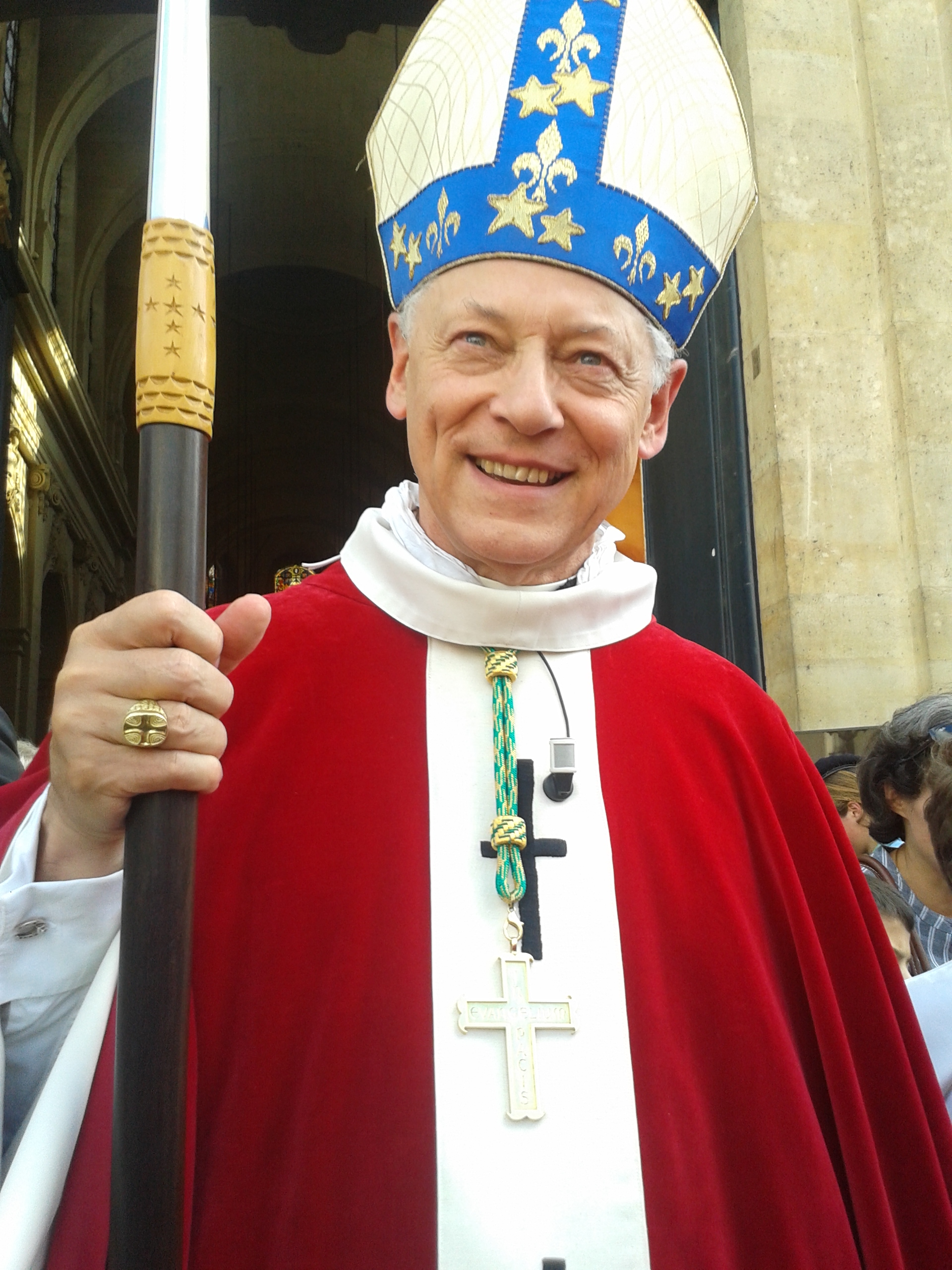
Éric Aumonier